# Il gusto del paradiso
Il gusto del paradiso (Le goût du paradis) è un romanzo grafico di Nine Antico, di ispirazione autobiografica ed ambientato nella periferia parigina degli anni Novanta, l'opera tratta della crescita e sviluppo emotivo e sentimentale di Virginie, francese e bianca, in un quartiere a maggioranza nera. Pubblicato in Francia nel 2008 dall'editore Ego Comme X, in Italia è stato importato da Coconino Press, la cui edizione risale al 2015.
Paragonato ad una moderna versione di Memorie di una ragazza perbene di Simone de Beauvoir, l'opera ha ricevuto una nomination per il premio First Album al Festival internazionale del fumetto di Angoulême del 2009.

## Trama
Virginie è una ragazza di buona famiglia piccolo-borghese che vive in uno dei quartieri con maggiore popolazione di neri rispetto ai bianchi. Il desiderio di essere accettata dalle compagne di scuola e la scoperta del mondo degli adulti - assieme alle prime cotte - la portano a frequentare Nanou e altre giovani smaliziate che la trattano con sufficienza e le infliggono mille umiliazioni. Di fronte alla propria passività ed impotenza, Virginie non può che correre al passato quando, ancora bambina, inventava torride storie d'amore per le proprie Barbie e sognava una vita di amore e successo per sé. Già alle elementari, infatti, Virginie era una delle ragazze più romantiche ed interessate ai ragazzi; e lo è ancora di più alle medie e al liceo. Il suo desiderio di integrazione e popolarità si scontrano tuttavia con lo smaccato divario che sente crescere di anno in anno con i suoi compagni di scuola: la sua migliore amica di infanzia, Nanou, diventa via via una giovane scapestrata e vandala che si libera a poco a poco della dipendenza da Virginie e dall'amicizia con la storica amica. D'altro canto la stessa Virginie vede come irresistibile lo stile di vita di Nanou, ma allo stesso tempo non riesce ad abbandonare il suo rassicurante ruolo di studentessa modello e ragazza timida e discreta. Innamoratissima di Mathieu, una sera ad una festa Virginie riesce a baciarlo e da allora i due consumano una appassionata ma breve storia d'amore. Da quel momento Virginie seguita ad esplorare l'universo delle relazioni di coppia e dell'incontro con l'altro sesso avventurandosi in numerose relazioni, che non escludono un amore estivo nato e cresciuto in Italia durante le vacanze scolastiche, sperimentando così in prima persona che cosa sia l'amore e la sessualità.